# 4.ª etapa do Giro d'Italia de 2020
A 4.ª etapa do Giro d'Italia de 2020 desenvolveu-se a 6 de outubro de 2020 entre Catânia e Catânia sobre um percurso de 140 km e foi vencida ao sprint pelo francês Arnaud Démare da equipa Groupama-FDJ. O português João Almeida conservou a liderança.

## Classificação da etapa
| \| Classificação por etapas \| Classificação por etapas \| Classificação por etapas \| Classificação por etapas \| Classificação por etapas \| \| Ciclista \| Ciclista \| Equipe \| Tempo \| \| \| ------------------------ \| ------------------------ \| ------------------------ \| ------------------------ \| ------------------------ \| \| 1. \| Arnaud Démare \| Groupama-FDJ \| 3h22m13s \| \| \| 2. \| Peter Sagan \| Bora-Hansgrohe \| + 0s \| \| \| 3. \| Davide Ballerini \| Deceuninck-Quick Step \| + 0s \| \| \| 4. \| Andrea Vendrame \| AG2R La Mondiale \| + 0s \| \| \| 5. \| Elia Viviani \| Cofidis \| + 0s \| \| \| 6. \| Stefano Oldani \| Lotto-Soudal \| + 0s \| \| \| 7. \| Davide Cimolai \| Israel Start-Up Nation \| + 0s \| \| \| 8. \| Michael Matthews \| Team Sunweb \| + 0s \| \| \| 9. \| Filippo Fiorelli \| Bardiani CSF Faizanè \| + 0s \| \| \| 10. \| Enrico Battaglin \| Bahrain McLaren \| + 0s \| \| |                  |                        |          |
| |                  |                        |          |
| Fonte: ProCyclingStats |                  |                        |          |
| Classificação por etapas |                  |                        |          |
| Ciclista | Ciclista         | Equipe                 | Tempo    |
| 1. | Arnaud Démare    | Groupama-FDJ           | 3h22m13s |
| 2. | Peter Sagan      | Bora-Hansgrohe         | + 0s     |
| 3. | Davide Ballerini | Deceuninck-Quick Step  | + 0s     |
| 4. | Andrea Vendrame  | AG2R La Mondiale       | + 0s     |
| 5. | Elia Viviani     | Cofidis                | + 0s     |
| 6. | Stefano Oldani   | Lotto-Soudal           | + 0s     |
| 7. | Davide Cimolai   | Israel Start-Up Nation | + 0s     |
| 8. | Michael Matthews | Team Sunweb            | + 0s     |
| 9. | Filippo Fiorelli | Bardiani CSF Faizanè   | + 0s     |
| 10. | Enrico Battaglin | Bahrain McLaren        | + 0s     |

## Classificações ao final da etapa

### Classificação geral(Maglia Rosa)
| \| Classificação geral \| Classificação geral \| Classificação geral \| Classificação geral \| Classificação geral \| \| Ciclista \| Ciclista \| Equipe \| Tempo \| \| \| ------------------- \| ------------------- \| --------------------- \| ------------------- \| ------------------- \| \| 1. \| João Almeida \| Deceuninck-Quick Step \| 11h06m36s \| \| \| 2. \| Jonathan Caicedo \| EF Pro Cycling \| + 2s \| \| \| 3. \| Pello Bilbao \| Bahrain McLaren \| + 39s \| \| \| 4. \| Wilco Kelderman \| Team Sunweb \| + 44s \| \| \| 5. \| Harm Vanhoucke \| Lotto-Soudal \| + 55s \| \| \| 6. \| Vincenzo Nibali \| Trek-Segafredo \| + 57s \| \| \| 7. \| Domenico Pozzovivo \| NTT Pro Cycling \| + 1m01s \| \| \| 8. \| Brandon McNulty \| UAE Team Emirates \| + 1m13s \| \| \| 9. \| Jakob Fuglsang \| Astana \| + 1m15s \| \| \| 10. \| Steven Kruijswijk \| Jumbo-Visma \| + 1m17s \| \| |                    |                       |           |
| |                    |                       |           |
| Fonte: ProCyclingStats |                    |                       |           |
| Classificação geral |                    |                       |           |
| Ciclista | Ciclista           | Equipe                | Tempo     |
| 1. | João Almeida       | Deceuninck-Quick Step | 11h06m36s |
| 2. | Jonathan Caicedo   | EF Pro Cycling        | + 2s      |
| 3. | Pello Bilbao       | Bahrain McLaren       | + 39s     |
| 4. | Wilco Kelderman    | Team Sunweb           | + 44s     |
| 5. | Harm Vanhoucke     | Lotto-Soudal          | + 55s     |
| 6. | Vincenzo Nibali    | Trek-Segafredo        | + 57s     |
| 7. | Domenico Pozzovivo | NTT Pro Cycling       | + 1m01s   |
| 8. | Brandon McNulty    | UAE Team Emirates     | + 1m13s   |
| 9. | Jakob Fuglsang     | Astana                | + 1m15s   |
| 10. | Steven Kruijswijk  | Jumbo-Visma           | + 1m17s   |

### Classificação por pontos(Maglia Ciclamino)
| Classificação por pontos | Classificação por pontos | Classificação por pontos | Classificação por pontos | Classificação por pontos |
| Ciclista                 | Ciclista                 | Equipe                   | Pontos                   |                          |
| ------------------------ | ------------------------ | ------------------------ | ------------------------ | ------------------------ |
| 1.                       | Peter Sagan              | Bora-Hansgrohe           | 57 pts                   |                          |
| 2.                       | Arnaud Démare            | Groupama-FDJ             | 52 pts                   |                          |
| 3.                       | Diego Ulissi             | UAE Team Emirates        | 27 pts                   |                          |
| 4.                       | Davide Ballerini         | Deceuninck-Quick Step    | 25 pts                   |                          |
| 5.                       | Jonathan Caicedo         | EF Pro Cycling           | 23 pts                   |                          |
| 6.                       | Michael Matthews         | Team Sunweb              | 20 pts                   |                          |
| 7.                       | Andrea Vendrame          | AG2R La Mondiale         | 18 pts                   |                          |
| 8.                       | João Almeida             | Deceuninck-Quick Step    | 17 pts                   |                          |
| 9.                       | Giovanni Visconti        | Vini Zabù-Brado-KTM      | 16 pts                   |                          |
| 10.                      | Filippo Ganna            | Ineos Grenadiers         | 15 pts                   |                          |

### Classificação da montanha(Maglia Azzurra)
| Classificação da montanha | Classificação da montanha | Classificação da montanha   | Classificação da montanha | Classificação da montanha |
| Ciclista                  | Ciclista                  | Equipe                      | Pontos                    |                           |
| ------------------------- | ------------------------- | --------------------------- | ------------------------- | ------------------------- |
| 1.                        | Jonathan Caicedo          | EF Pro Cycling              | 40 pts                    |                           |
| 2.                        | Giovanni Visconti         | Vini Zabù-Brado-KTM         | 18 pts                    |                           |
| 3.                        | Harm Vanhoucke            | Lotto-Soudal                | 12 pts                    |                           |
| 4.                        | Simon Pellaud             | Androni Giocattoli-Sidermec | 9 pts                     |                           |
| 5.                        | Wilco Kelderman           | Team Sunweb                 | 9 pts                     |                           |
| 6.                        | Jakob Fuglsang            | Astana                      | 6 pts                     |                           |
| 7.                        | Rafał Majka               | Bora-Hansgrohe              | 4 pts                     |                           |
| 8.                        | Peter Sagan               | Bora-Hansgrohe              | 4 pts                     |                           |
| 9.                        | Marco Frapporti           | Vini Zabù-Brado-KTM         | 4 pts                     |                           |
| 10.                       | Diego Ulissi              | UAE Team Emirates           | 3 pts                     |                           |

### Classificação dos jovens(Maglia Bianca)
| Classificação dos jovens | Classificação dos jovens | Classificação dos jovens | Classificação dos jovens | Classificação dos jovens |
| Ciclista                 | Ciclista                 | Equipe                   | Tempo                    |                          |
| ------------------------ | ------------------------ | ------------------------ | ------------------------ | ------------------------ |
| 1.                       | João Almeida             | Deceuninck-Quick Step    | 11m07s                   |                          |
| 2.                       | Harm Vanhoucke           | Lotto-Soudal             | + 55s                    |                          |
| 3.                       | Brandon McNulty          | UAE Team Emirates        | + 1m13s                  |                          |
| 4.                       | Jai Hindley              | Team Sunweb              | + 1m29s                  |                          |
| 5.                       | James Knox               | Deceuninck-Quick Step    | + 1m42s                  |                          |
| 6.                       | Sergio Samitier          | Movistar Team            | + 2m08s                  |                          |
| 7.                       | Lucas Hamilton           | Mitchelton-Scott         | + 2m43s                  |                          |
| 8.                       | Tao Geoghegan Hart       | Ineos Grenadiers         | + 3m14s                  |                          |
| 9.                       | Aurélien Paret-Peintre   | AG2R La Mondiale         | + 4m13s                  |                          |
| 10.                      | Giovanni Carboni         | Bardiani CSF Faizanè     | + 4m27s                  |                          |

### Classificação por equipas"Super team"
| Classificação por equipes | Classificação por equipes | Classificação por equipes | Classificação por equipes |
| Equipe                    | Equipe                    | Tempo                     |                           |
| ------------------------- | ------------------------- | ------------------------- | ------------------------- |
| 1.                        | Deceuninck-Quick Step     | 33h22m19s                 |                           |
| 2.                        | Team Sunweb               | + 3m02s                   |                           |
| 3.                        | Trek-Segafredo            | + 5m08s                   |                           |
| 4.                        | Ineos Grenadiers          | + 5m34s                   |                           |
| 5.                        | Jumbo-Visma               | + 5m48s                   |                           |
| 6.                        | NTT Pro Cycling           | + 7m05s                   |                           |
| 7.                        | Mitchelton-Scott          | + 7m43s                   |                           |
| 8.                        | AG2R La Mondiale          | + 9m16s                   |                           |
| 9.                        | Bora-Hansgrohe            | + 9m17s                   |                           |
| 10.                       | EF Pro Cycling            | + 9m30s                   |                           |

## Abandonos
- Geraint Thomas não tomou a saída depois de se ter fracturado a pelvis como consequência de uma queda na etapa anterior.[2]